# لیگ برتر امارات متحده عربی
لیگ برتر فوتبال امارات متحده عربی که به دلیل حامی مالی آن بنام لیگ ادنوک نیز خوانده می‌شود، بالاترین سطح لیگ حرفه‌ای فوتبال در کشور امارات متحده عربی است. باشگاه الشارجه اولین تیمی است که این عنوان را کسب کرده و باشگاه العین با ۱۴ بار قهرمانی در این لیگ رکورددار است. چهارده تیم در این لیگ که بر اساس سیستم صعود و سقوط با لیگ دسته یک عمل می‌کند؛ به رقابت می‌پردازند.

## تغییر نام
این لیگ که در ابتدا با نام لیگ برتر فوتبال امارات یا لیگ الإتصالات امارات شناخته می‌شد، در ۲۷ مه سال ۲۰۱۳ و به دلیل نام حامی مالی آن، توسط فدراسیون فوتبال امارات به لیگ خلیج عربی تغییر نام داد. این تغییر نام با اعتراض فدراسیون فوتبال ایران، ممنوعیت حضور بازیکنان ایرانی در این لیگ و حتی حواشی‌ای چون پرداخت هزینه سنگین فسخ قرارداد محمدرضا خلعتبری که روند انتقالش به این لیگ پیش از تغییر نام کلید خورده و در خلال آن نهایی شده بود و برگرداندن او به لیگ ایران از سوی باشگاه پرسپولیس همراه بود اما شیخ سلمان بن ابراهیم، رئیس جدید کنفدراسیون فوتبال آسیا (ای‌اف‌سی) از این اقدام اماراتی‌ها حمایت کرد. در فصل ۲۰۲۱/۲۲، لیگ امارات با نام یک حامی مالی جدید که یک شرکت بزرگ نفتی اماراتی به نام ادنوک است، شروع به کار کرد. در پی این تغییر، و با انتقال‌هایی چون مهدی قایدی و احمد نورالهی به باشگاه شباب الاهلی، منع حضور بازیکنان ایرانی در این لیگ از سوی مقامات فوتبال ایران نیز عملاً پایان یافت.

### باشگاه‌های عضو (۲۰۲۳–۲۴)
توضیح: به ترتیب حروف الفبا.
| باشگاه                        | شهر                 | ورزشگاه                              | ظرفیت  |
| ----------------------------- | ------------------- | ------------------------------------ | ------ |
| باشگاه فوتبال العجمان امارات  | العجمان             | Ajman Stadium                        | ۵٬۵۳۷  |
| باشگاه فوتبال العین           | العین               | ورزشگاه هزاع بن زاید                 | ۲۲٬۹۶۵ |
| باشگاه فوتبال البطائح         | البطائح             | Al Bataeh Stadium                    | ۲٬۰۰۰  |
| باشگاه فوتبال الجزیره         | ابوظبی (آل‌نهیان)    | ورزشگاه محمد بن زاید                 | ۴۲٬۰۵۶ |
| باشگاه فوتبال النصر امارات    | دبی (عود میثاء)     | ورزشگاه آل مکتوم                     | ۱۵٬۰۵۸ |
| باشگاه فوتبال الوحده امارات   | ابوظبی (آل نهیان)   | ورزشگاه آل نهیان                     | ۱۲٬۲۰۱ |
| باشگاه فوتبال الوصل امارات    | دبی (زعبیل)         | ورزشگاه زعبیل                        | ۸٬۴۳۹  |
| باشگاه ورزشی بنی‌یاس           | ابوظبی (Al Shamkha) | ورزشگاه بنی یاس                      | ۱۰٬۰۰۰ |
| باشگاه فوتبال الامارات        | رأس‌الخیمه           | باشگاه فوتبال الامارات امارات        | ۵٬۲۰۰  |
| باشگاه فوتبال حتی امارات      | حتی                 | Hamdan Bin Rashid Stadium            | ۵٬۰۰۰  |
| باشگاه فوتبال الاتحاد کلبا    | کلبا                | Ittihad Kalba Stadium                | ۸٬۵۰۰  |
| باشگاه فوتبال الخلیج خور فکان | خور فکان            | Saqr bin Mohammad al Qassimi Stadium | ۷٬۵۰۰  |
| باشگاه فوتبال شباب الاهلی     | دبی (دیره)          | ورزشگاه آل راشد                      | ۱۲٬۰۵۲ |
| باشگاه فوتبال الشارجه         | شارجه               | ورزشگاه الشارجه                      | ۲۰٬۰۰۰ |